# Проклятые короли (мини-сериал, 1972)
«Про́клятые короли́» (фр.  Les Rois Maudits) — французский шестисерийный мини-сериал, поставленный в 1972 году режиссёром Клодом Барма по одноимённому циклу исторических романов Мориса Дрюона.

## Сюжет
Действие происходит во Франции (и частично в Англии) в первой половине XIV века и повествует о борьбе за власть, политических и любовных дворцовых интригах королей, членов их семей и их приближённых, в результате которых одни действующие лица оказывались низвергнутыми с высоты своего положения, другие умирали или были убиты, не оставив прямых наследников престола. Впервые со времён Гуго Капета прервалась прямая линия престолонаследия.
В то время Франция была одним из самых могущественных государств Европы. Её король Филипп IV славился редкостной красотой и железным характером, и поэтому в истории он остался как Филипп Красивый или Железный Король.
У короля есть три совершеннолетних сына: Людовик Наваррский по прозвищу Сварливый (будущий король Людовик X Сварливый); Филипп, граф де Пуатье (будущий король Филипп V Длинный); и Карл Французский (будущий король Карл IV Красивый). Они уже женаты.
Супруга Сварливого — Маргарита, дочь герцога Бургундского. Супруга Филиппа — Жанна, наследница графа Бургундского (позднее графство стало называться Франш-Конте), её младшая сестра Бланка — супруга Карла Французского. Жанна и Бланка — дочери Маго д’Артуа, вдовы графа Бургундского (было две Бургундии: герцогство и графство).
Маго имеет высший титул: она — единственная женщина, удостоенная в 1309 году звания пэра Франции. Её племянник и заклятый враг Робер д’Артуа с 1302 года по 1331 год ведёт борьбу с тёткой за графство Артуа, не брезгуя никакими средствами.
Единственная дочь Филиппа Красивого — блондинка Изабелла Французская, супруга английского короля Эдуарда II. Эта грустная королева правит по ту сторону Ла-Манша, позднее она вошла в историю как Французская волчица.
У короля есть два брата: Карл, граф де Валуа, и Людовик Благоразумный, граф д’Эврё.
Все они во втором, третьем или четвёртом поколении — потомки Людовика IX Святого или его отца.
Для короля Филиппа IV величие Франции — превыше всего: он усмирил всех внешних врагов и прибрал к рукам все богатства внутри страны, но бремя налогов и девальвации было тяжёлым. Только одна сила осмеливалась противостоять королю: рыцарский орден тамплиеров — колоссальная организация, одновременно военная, религиозная и финансовая. Король Филипп IV затеял против тамплиеров судебный процесс, длящийся семь лет и закончившийся казнью на костре великого магистра Жака де Моле и многих тамплиеров.
События, происходящие в мини-сериале, охватывают времена правления последних пяти прямых потомков королей из династии Капетингов и первых двух королей из династии Валуа — от Филиппа IV до Иоанна II. Первая серия начинается обвинением невесток короля Филиппа IV в супружеской измене (делом о Нельской башне), казнью великого магистра тамплиеров (1314 год), а в заключительной серии Франция стоит на пороге Столетней войны (примерно 1337 год).
Мини-сериал состоит из шести серий, сюжет и название каждой из которых соответствует роману автора.

## В ролях
- Жорж Маршаль — Филипп Красивый, король Франции
- Элен Дюк — графиня Маго д’Артуа
- Жан Пиа — Робер д’Артуа, племянник графини
- Женевьева Казиль — Изабелла Французская, дочь Филиппа IV Красивого и королева Англии
- Жорж Сер — Людовик Наваррский, впоследствии король Людовик Х Сварливый
- Жозе-Мария Флота — Филипп, граф де Пуатье, впоследствии король Филипп V Длинный
- Жиль Беа — Карл Французский, впоследствии король Карл IV Красивый
- Мюриель Батист — Маргарита Бургундская, первая супруга Людовика Сварливого
- Катрин Риш — графиня Жанна Бургундская, супруга Филиппа де Пуатье
- Катрин Юбо — Бланка Бургундская, супруга Карла Французского
- Жан Дешамп — Карл Валуа, брат Филиппа IV Красивого
- Бенуа Брион — Филипп де Валуа, сын Карла де Валуа (впоследствии король Филипп VI)
- Гислен Порре — Жанна «Хромоножка» Бургундская, супруга Филиппа де Валуа
- Робер Парти — Людовик д’Эврё, брат Филиппа IV Красивого
- Робер Ногаре — Людовик де Бурбон
- Жорж Рикье — Эд, герцог Бургундии
- Андре Фалькон — Ангерран де Мариньи, советник короля Филиппа IV Красивого
- Жак Жоасгуэн — Гийом де Ногаре, советник и хранитель печати короля Филиппа IV Красивого
- Луи Сенье — Спинелло Толомеи, ломбардский банкир
- Жан-Люк Моро — Гуччо Бальони, племянник банкира
- Анн Крейс — Мари де Крессе, возлюбленная Гуччо
- Катрин Рувель — Беатриса д’Ирсон, придворная дама графини Маго д’Артуа
- Моник Лежён — Клеменция Венгерская, племянница Карла де Валуа, вторая супруга Людовика X Сварливого
- Ксавье Депра — Жак де Моле, великий магистр ордена тамплиеров
- Мишель Бон — Эдуард II, король Англии
- Клод Жиро — Роджер Мортимер, фаворит королевы Изабеллы
- Эрик Крюгер — Эдмунд Вудсток, граф Кент, брат короля Эдуарда II
- Вильям Сабатье — Генри «Кривая Шея», граф Ланкастер, кузен короля Эдуарда II
- Жан-Луи Бру — Эдуард Английский (впоследствии король Эдуард III)
- Андре Люге — граф Юг де Бувилль
- Жорж Стаке — Лорме, слуга Робера д’Артуа
- Рене Руссель — епископ Бовэзский Жан, младший брат Ангеррана
- Жан Шевриё — Гоше де Шатильон, коннетабль Франции
- Анри Вирложё — Жак д’Юэз (будущий папа Римский Иоанн XXII)
- Клодин Рафали — Эделина
- Патрик Лансело — Филипп д’Онэ, конюший Карла де Валуа, любовник Маргариты Бургундской
- Венсан Готье — Готье д’Онэ, конюший Филиппа де Пуатье, любовник Бланки Бургундской
- текст читает Жан Десайи

## Озвучивание
- Закадровое озвучивание телеканала «Культура» — текст читает Алексей Золотницкий

## Съёмочная группа
- Режиссёр: Клод Барма[фр.]
- Сценарист: Марсель Жюлиан
- Композитор: Жорж Делерю
- Оператор: Пьер Марешаль
- Художник: Морис Валай
- Художница по костюмам: Моник Дюнан
- Монтаж: Мишелин Фрешлон

## Примечание
- Производство:  ORTF (Управление радиовещания и телевидения Франции (сокращённо ORTF) (фр. Office de Radiodiffusion Television Francaise (ORTF) (в настоящее время Телевидение Франции (фр. France Télévisions); France 2; France 2 Cinéma; JLA Productions; Castel Film Romania; Rai Fistion.
- Мини-сериал состоит из шести серий, название каждой из которых соответствует роману автора: 1. «Железный король», 2. «Узница Шато-Гайара», 3. «Яд и корона», 4. «Негоже лилиям прясть», 5. «Французская волчица», 6. «Лилия и лев».
- Сюжет этого мини-сериала снят на основе первых шести романов цикла Мориса Дрюона, опубликованных в период между 1955 и 1960 годами. Седьмой роман цикла — «Когда король губит Францию» — опубликованный в 1977 году, не был экранизирован в этом мини-сериале.
- Общая длительность: 616 минут. Длительность каждой серии: 1 серия — 98 минут; 2 серия — 103 минуты; 3 серия — 102 минуты; 4 серия — 107 минут; 5 серия — 98 минут; 6 серия — 108 минут.
- Мини-сериал поставлен в стиле телевизионного спектакля, но режиссура, сценарий, декорации и костюмы, кастинг и актёрская игра, по мнению многих критиков и зрителей, более исторически достоверны и гораздо ближе к литературному первоисточнику, чем в версии 2005 года.

## Издание на видео
- Во Франции после выхода новой телевизионной версии (в 2005 году) издаётся только для внутреннего пользования, поскольку французы считают, что эта версия интересна только им.
- Мини-сериал демонстрировался по российскому телеканалу «Культура», был профессионально переведён и озвучен на русский язык.
- В настоящее время в России не выпущен на DVD.